# مری-فرانسیس مونرو
مری-فرانسیس مونرو (انگلیسی: Mary-Frances Monroe؛ زادهٔ ۷ فوریهٔ ۱۹۸۰) بازیکن فوتبال اهل ایالات متحده آمریکا است.
از باشگاه‌هایی که در آن بازی کرده‌است می‌توان به باشگاه فوتبال کیف اوربرو دی‌اف‌اف و بوستون بریکرز اشاره کرد.
وی همچنین در تیم‌های ملی فوتبال زیر ۲۳ سال زنان ایالات متحده آمریکا و زنان ایالات متحده آمریکا بازی کرده‌است.